# تایلر لی دیویس
تایلر لی دیویس (انگلیسی: Tyler Davis؛ زادهٔ ۲۲ مهٔ ۱۹۹۷) بازیکن بسکتبال اهل ایالات متحده آمریکا است.
از باشگاه‌هایی که در آن بازی کرده‌است می‌توان به اکلاهما سیتی تاندر اشاره کرد.